# Оджима (окръг, Мичиган)
Окръг Оджима (на английски: Ogemaw County) е окръг в щата Мичиган, Съединени американски щати. Площта му е 1489 km², а населението - 21 645 души (2000). Административен център е град Уест Бранч.